# Chigorodó
Chigorodó – miasto w Kolumbii, w departamencie Antioquia.